# Mieczysław Mokrzycki
Mieczysław Mokrzycki (Majdan Lukawiecki, 29 marzo 1961) è un arcivescovo cattolico polacco, dal 21 ottobre 2008 arcivescovo metropolita di Leopoli.

## Biografia
Mieczysław Mokrzycki è nato il 29 marzo 1961 nel villaggio di Majdan Lukawiecki, voivodato di Rzeszów (oggi voivodato della Precarpazia) ed arcidiocesi di Leopoli (oggi nella diocesi di Zamość-Lubaczów), nella parte sud-est dell'allora Repubblica Popolare di Polonia (oggi Repubblica di Polonia); è figlio di Petro e Bronislawa Rydzik.

### Formazione e ministero sacerdotale
Ha compiuto gli studi primari a Łukawiec e poi a Cieszanów, iscrivendosi poi nel 1976 all'istituto agrario di Oleszyce e conseguendo il diploma nel 1981. Dopo aver deciso di seguire la vocazione al sacerdozio, ha frequentato il Seminario teologico di Przemyśl per due anni e nel 1983 si è iscritto alla Facoltà di teologia dell'Università Cattolica di Lublino, dove si è laureato nel 1987 con una tesi intitolata "Islam e cristianesimo"; intanto nel 1986 è stato ordinato diacono ed ha servito per quasi un anno nella parrocchia di Dachnów.
Ha ricevuto l'ordinazione sacerdotale il 17 settembre 1987, a Lubaczów, per imposizione delle mani di Marian Jaworski, vescovo titolare di Lambesi ed amministratore apostolico di Leopoli nonché futuro cardinale; si è incardinato, ventiseienne, come presbitero della medesima arcidiocesi. Poco dopo gli è stato assegnato il primo incarico pastorale come vicario parrocchiale nella parrocchia di Bełżec, ufficio che ha svolto fino al 1990, quando è divenuto notaio dell'arcidiocesi e segretario dell'arcivescovo di Leopoli Jaworski per un anno.
Nel 1991 si è trasferito a Roma, in Italia, dove ha studiato presso la Pontificia università "San Tommaso d'Aquino" ed ha conseguito il dottorato in teologia al termine del quinquennio di studi; nel 1995 è divenuto anche officiale della Congregazione per il culto divino e la disciplina dei sacramenti. Nel 1996 è stato scelto come secondo segretario particolare del Sommo Pontefice succedendo al settantottenne Vincent Tran Ngoc Thu, dimissionario per raggiunti limiti d'età. Inoltre gli sono stati conferiti diversi titoli onorifici: l'8 maggio 1997 è stato nominato cappellano di Sua Santità, il 3 maggio 2002 canonico del capitolo della cattedrale di Leopoli ed il 28 maggio 2003 prelato d'onore di Sua Santità.
Il 2 aprile 2005 ha concelebrato, assieme al cardinale Marian Jaworski ed agli arcivescovi Stanisław Dziwisz e Stanisław Ryłko, la messa nell'appartamento privato del pontefice ed era presente anche al momento del suo decesso. Il nuovo papa lo ha confermato nel suo incarico di secondo segretario particolare, che ha svolto fino alla promozione all'episcopato.

### Ministero episcopale
Il 16 luglio 2007 papa Benedetto XVI lo ha nominato, quarantaseienne, arcivescovo coadiutore di Leopoli. Ha ricevuto la consacrazione episcopale il 29 settembre successivo, nella basilica di San Pietro in Vaticano, per imposizione delle mani dello stesso pontefice, assistito dai co-consacranti cardinali Tarcisio Bertone, S.D.B., Segretario di Stato di Sua Santità, e Marian Jaworski, arcivescovo metropolita di Leopoli; insieme a lui sono stati ordinati altri cinque vescovi, tra cui anche il futuro cardinale Gianfranco Ravasi. Il 21 ottobre ha fatto il proprio ingresso in arcidiocesi celebrando l'eucaristia. Come suo motto episcopale ha scelto Humilitas, che tradotto vuol dire "Umiltà".
Il 2 aprile 2008, terzo anniversario della morte di papa Giovanni Paolo II, è stato ricevuto in udienza dal suo successore insieme al cardinale Dziwisz. Il 21 ottobre successivo, con l'accettazione della rinuncia per motivi d'età dell'ottantaduenne cardinale Jaworski, che aveva guidato la diocesi per ventiquattro anni, è succeduto per coadiutoria come arcivescovo metropolita di Leopoli, all'età di quarantasette anni; contestualmente ha anche assunto l'incarico di presidente della Conferenza episcopale dell'Ucraina e presidente della Commissione per la dottrina della fede in seno alla stessa assemblea. L'8 novembre è stato nuovamente ricevuto in udienza privata dal pontefice. Ha preso possesso dell'arcidiocesi durante una cerimonia svoltasi nella cattedrale dell'Assunzione di Maria Vergine a Leopoli il 21 novembre seguente.
Il 29 giugno 2009, giorno della solennità dei Santi Pietro e Paolo, si è recato nella basilica di San Pietro in Vaticano, dove il papa gli ha imposto il pallio, simbolo di comunione tra il metropolita e la Santa Sede; il giorno seguente, 1º luglio, è stato ancora ricevuto in udienza privata.
Il 15 marzo ed il 30 settembre 2010 è stato di nuovo ricevuto dal papa.
Il 2 maggio 2011 ha partecipato alla cerimonia di reposizione delle spoglie dell'allora beato Giovanni Paolo II nella cappella di San Sebastiano presso la basilica di San Pietro in Vaticano.
Dal 5 al 19 ottobre 2014 ha preso parte, in qualità di presidente della Conferenza episcopale ucraina, alla III assemblea generale straordinaria del Sinodo dei vescovi, svoltasi nella Città del Vaticano, con tema Le sfide pastorali della famiglia nel contesto dell'evangelizzazione.
Il 20 febbraio 2015 si è recato in Vaticano, assieme agli altri membri dell'episcopato ucraino, per la visita ad limina apostolorum, allo scopo di discutere con il pontefice della situazione e dei problemi relativi alla sua arcidiocesi. Lo stesso anno la Conferenza episcopale lo ha eletto per partecipare alla XIV assemblea generale ordinaria del Sinodo dei vescovi, svoltasi in Vaticano dal 4 al 25 ottobre successivi, con tema La vocazione e la missione della famiglia nella Chiesa e nel mondo contemporaneo.
Il 1º dicembre 2018 ha terminato il proprio mandato come presidente della Conferenza episcopale dell'Ucraina; gli è succeduto Bronisław Bernacki, vescovo di Odessa-Sinferopoli. Contemporaneamente è divenuto primo vicepresidente della medesima assemblea. Poco dopo il ritiro di monsignor Bernacki gli è succeduto come presidente ricoprendo l'incarico fino al 17 marzo 2023.

## Genealogia episcopale e successione apostolica
La genealogia episcopale è:
- Cardinale Scipione Rebiba
- Cardinale Giulio Antonio Santori
- Cardinale Girolamo Bernerio, O.P.
- Arcivescovo Galeazzo Sanvitale
- Cardinale Ludovico Ludovisi
- Cardinale Luigi Caetani
- Cardinale Ulderico Carpegna
- Cardinale Paluzzo Paluzzi Altieri degli Albertoni
- Papa Benedetto XIII
- Papa Benedetto XIV
- Papa Clemente XIII
- Cardinale Bernardino Giraud
- Cardinale Alessandro Mattei
- Cardinale Pietro Francesco Galleffi
- Cardinale Giacomo Filippo Fransoni
- Cardinale Antonio Saverio De Luca
- Arcivescovo Gregor Leonhard Andreas von Scherr, O.S.B.
- Arcivescovo Friedrich von Schreiber
- Arcivescovo Franz Joseph von Stein
- Arcivescovo Joseph von Schork
- Vescovo Ferdinand von Schlör
- Arcivescovo Johann Jakob von Hauck
- Vescovo Ludwig Sebastian
- Cardinale Joseph Wendel
- Arcivescovo Josef Schneider
- Vescovo Josef Stangl
- Papa Benedetto XVI
- Arcivescovo Mieczysław Mokrzycki

La successione apostolica è:
- Vescovo Eduard Kava, O.F.M.Conv. (2017)